# Groeve Sweijer

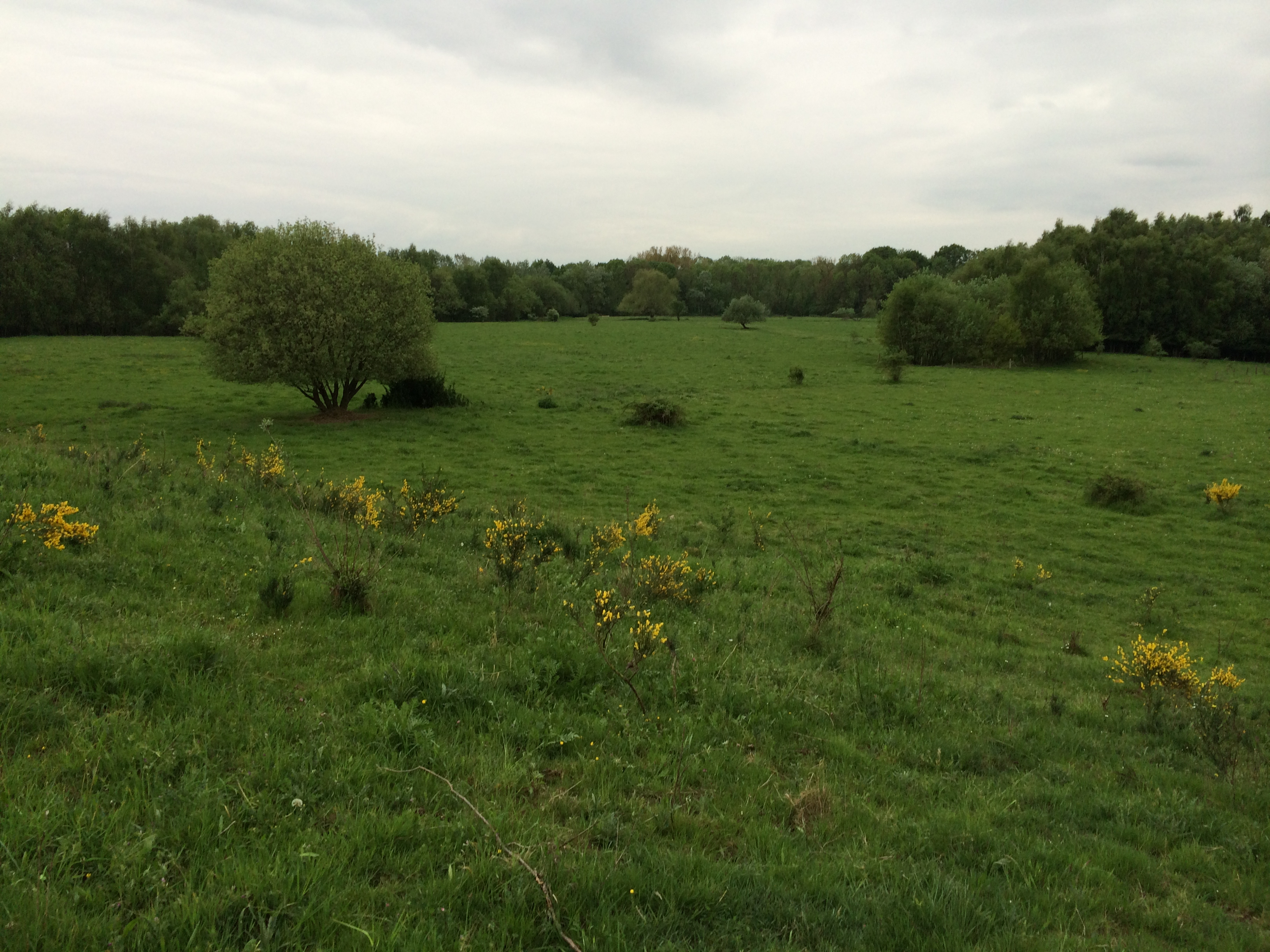
Ruigtekruid en grasgebied

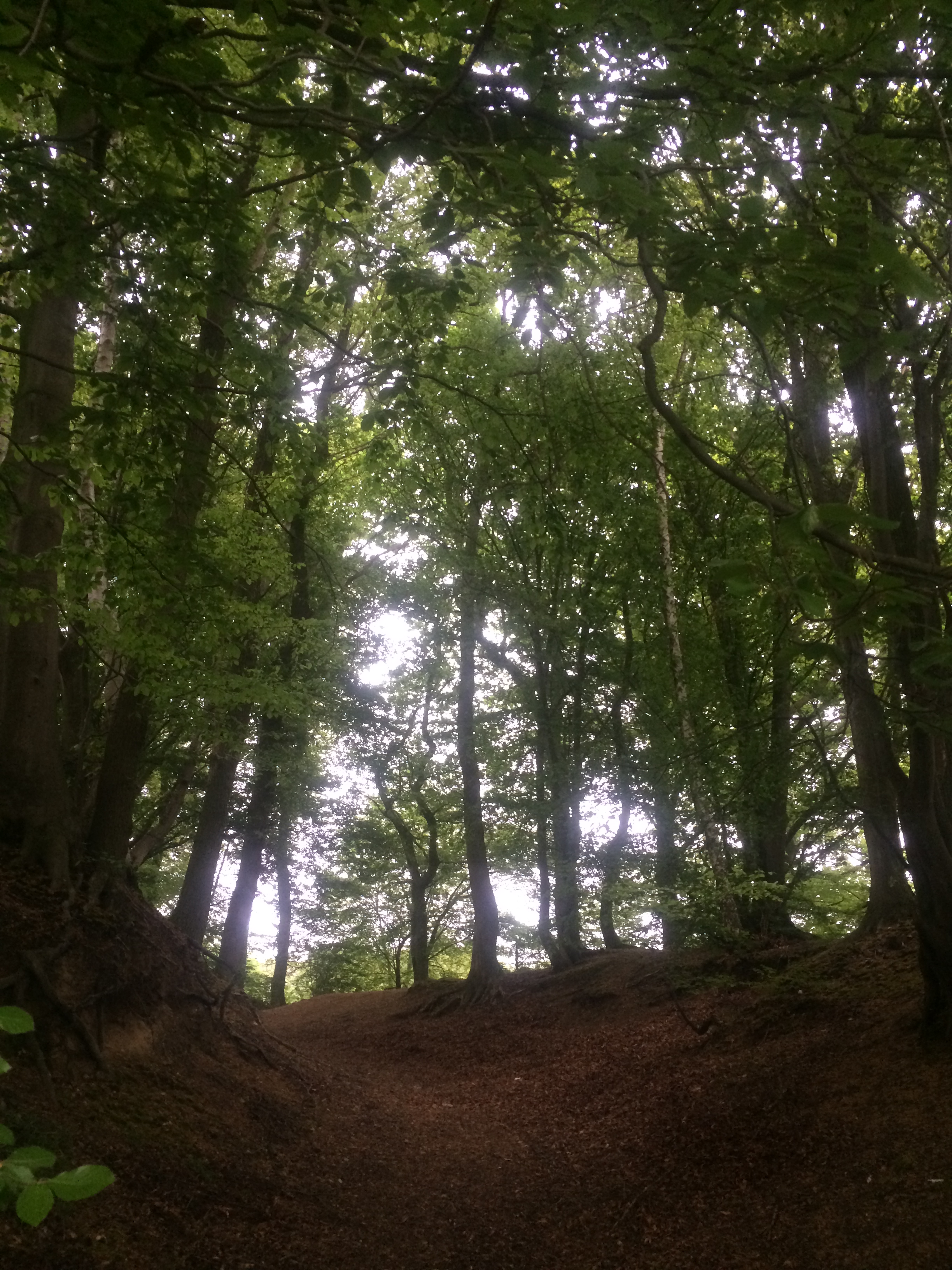
Bos aan de rand van de groeve Sweijer

De Groeve Sweijer of Groeve Roode Put is een beschermd natuurgebied in het oosten van de gemeente Simpelveld, Limburg. De groeve is gelegen tussen de A76 in het noordoosten, de nabijgelegen wijk Baaks/Sweijer in het westen, de buurt Rodeput in het zuidoosten en de spoorlijn Schaesberg - Simpelveld in het zuidoosten. De groeve is vernoemd naar Sweijer.
De voormalige zand- en grindgroeve in het dal van de Eyserbeek is van groot belang voor libellen en amfibieën. Door begrazing ontstaat rond de poelen een afwisselende begroeiing met ruigtekruiden voor libellen en zandige plekjes voor rugstreeppad en vroedmeesterpad. In het gebied liggen enkele historische voetpaden, zoals het wandelpad door de graslanden van Waalbroek. Hier groeien onder meer boerenwormkruid, stalkaars en teunisbloem. In de buurt van de groeve zit een roekenkolonie.
Natuurmonumenten wil de gewelven over de Eyserbeek verwijderen, zodat dieren zich makkelijker langs de beek kunnen bewegen. Langs de A76 die langs het gebied loopt, legt Natuurmonumenten poelen aan waardoor Groeve Sweijer beter aansluit op het noordelijk gelegen Imstenraderbos.

## Geschiedenis
In 1962 begon men in de groeve zand en grond te winnen.

## Geologie

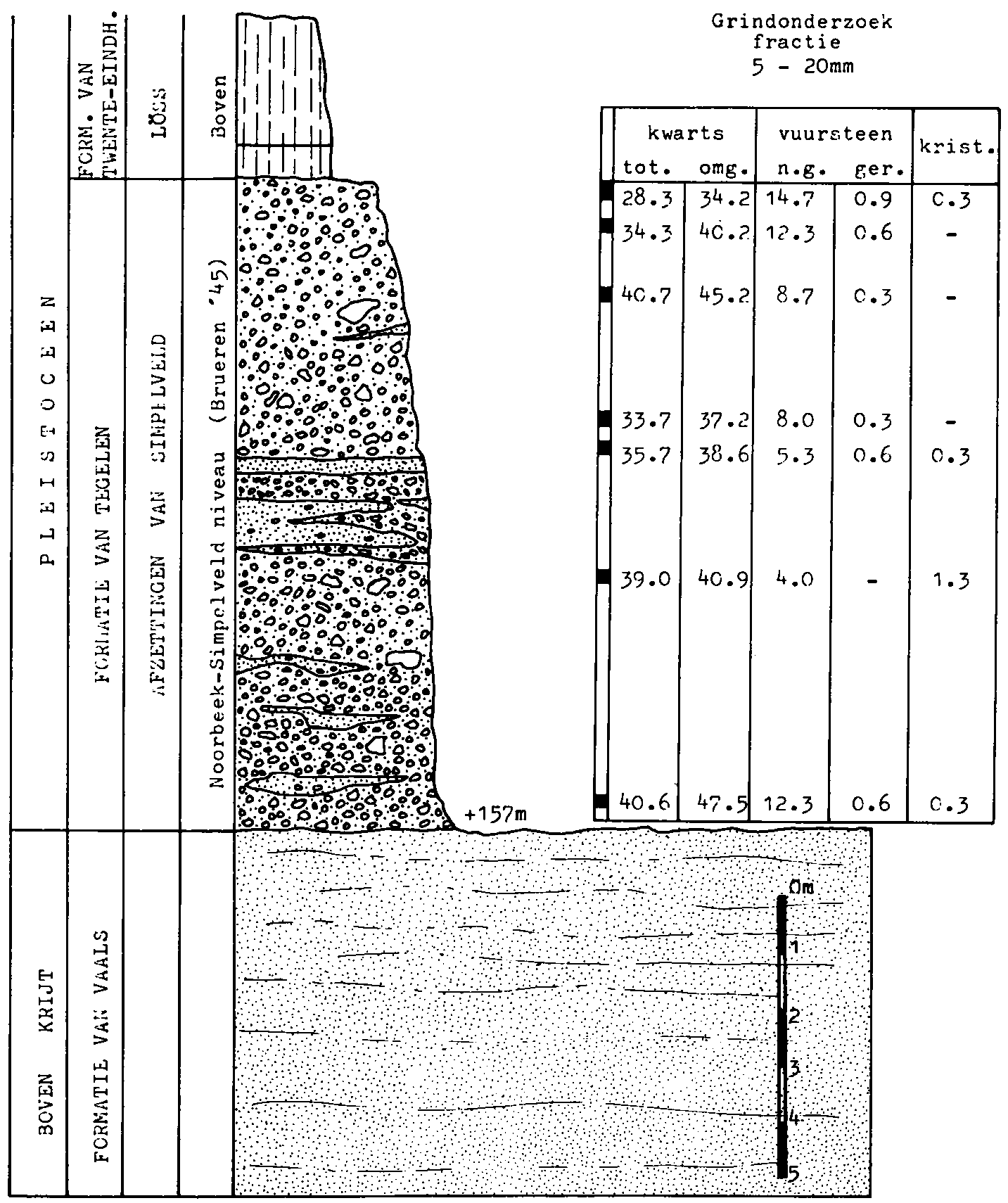
Lithologisch profiel met grindtellingen van de groeve Roodeput bij Simpelveld

De groeve ligt in de dalwand van de Eyserbeek in het Eyserbeekdal waarin het Laagpakket van Simpelveld is ontgonnen die ooit hier afgezet werden door de Oostmaas. Het grind vertoont de typische opbouw van deze afzettingen: zeer grof grind afgewisseld met zand en kleibanden en soms duidelijke geulen. In het grind komen plaatselijk grote blokken tertiaire zandsteen voor, terwijl ook blokken Revinienkwartsiet en grote platen Porfiroide geen zeldzaamheid zijn. Secundaire verontreiniging van ijzer geeft het grind vaak een roestbruine kleur. Het grind is plaatselijk bedekt met een in dikte wisselend pakket vuursteenrijk grind, behorend tot het Laagpakket van Hoogcruts. Dit grind is echter niet altijd in de groeve ontsloten.

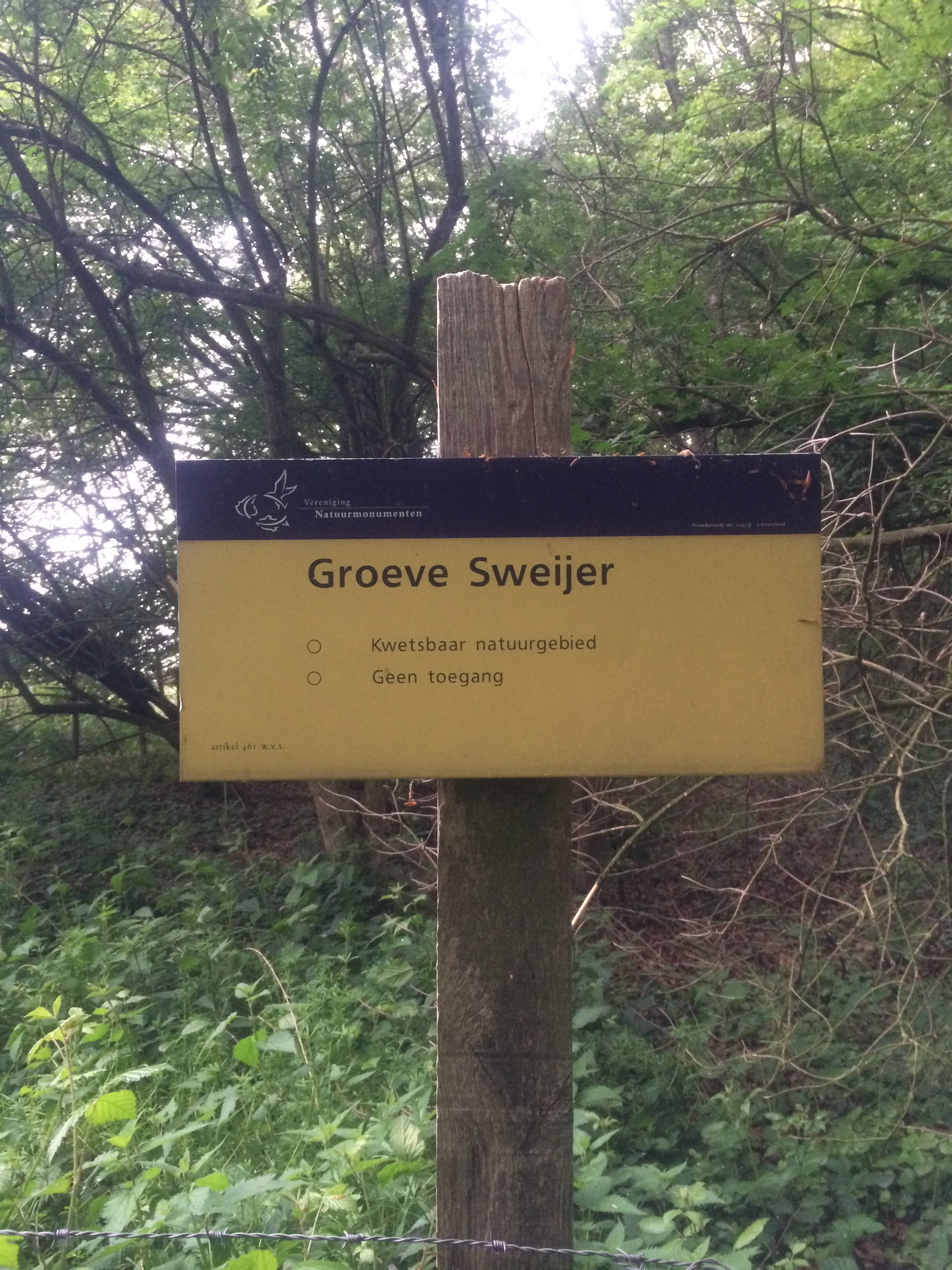
Bord aan de ingang van de Groeve Sweijer
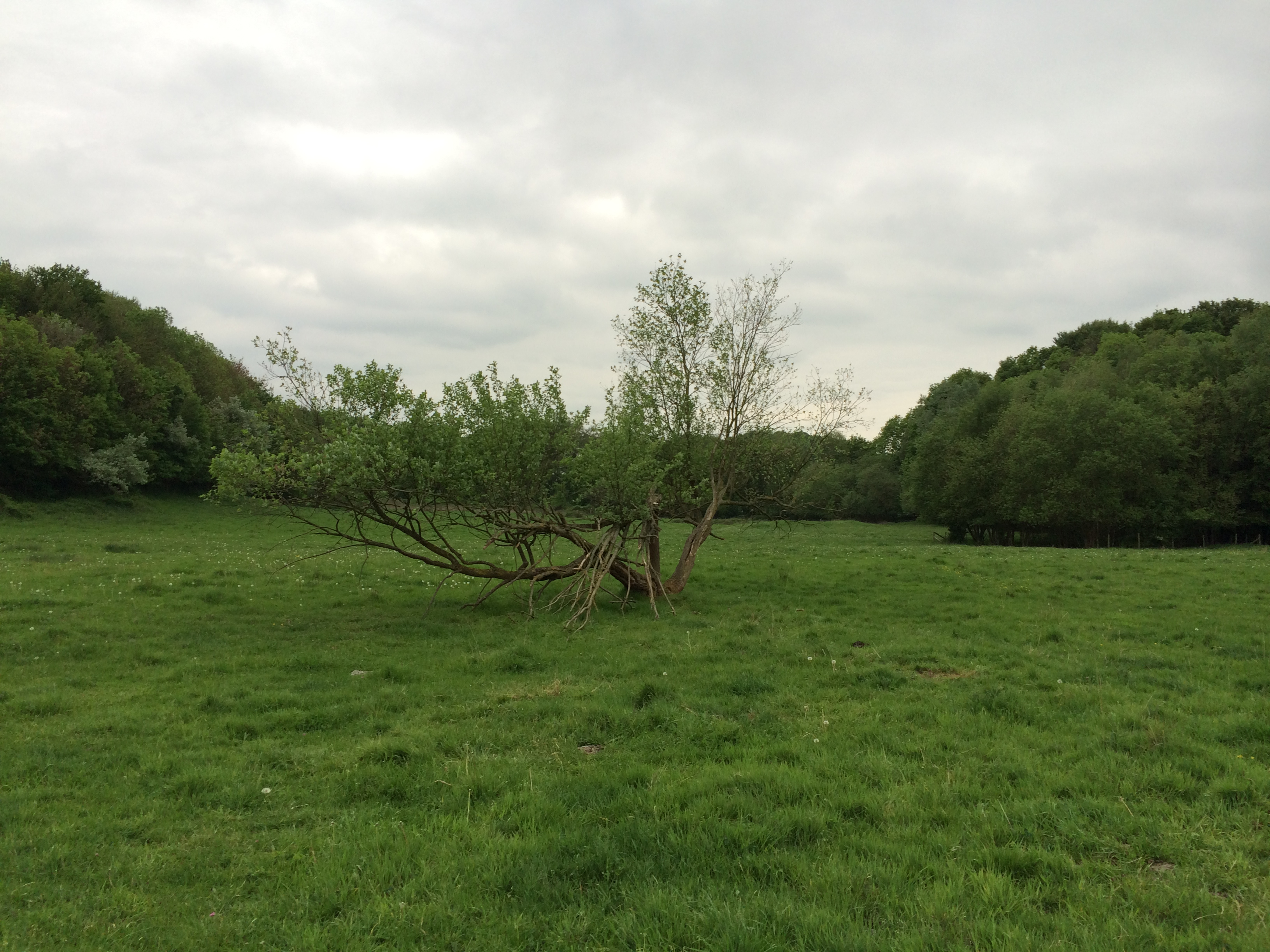
Centraal grasgebied
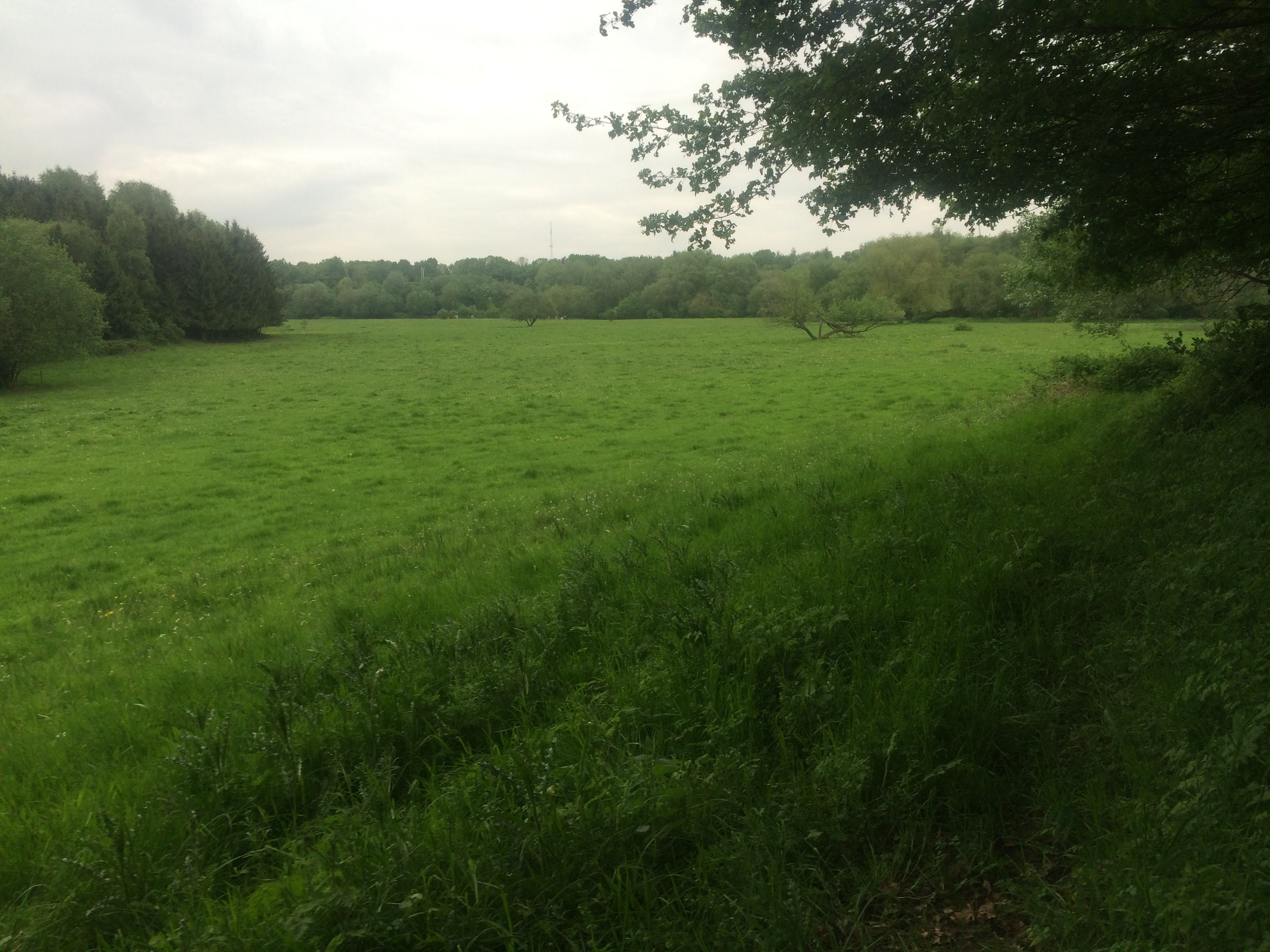
Een overzicht over de Groeve Sweijer
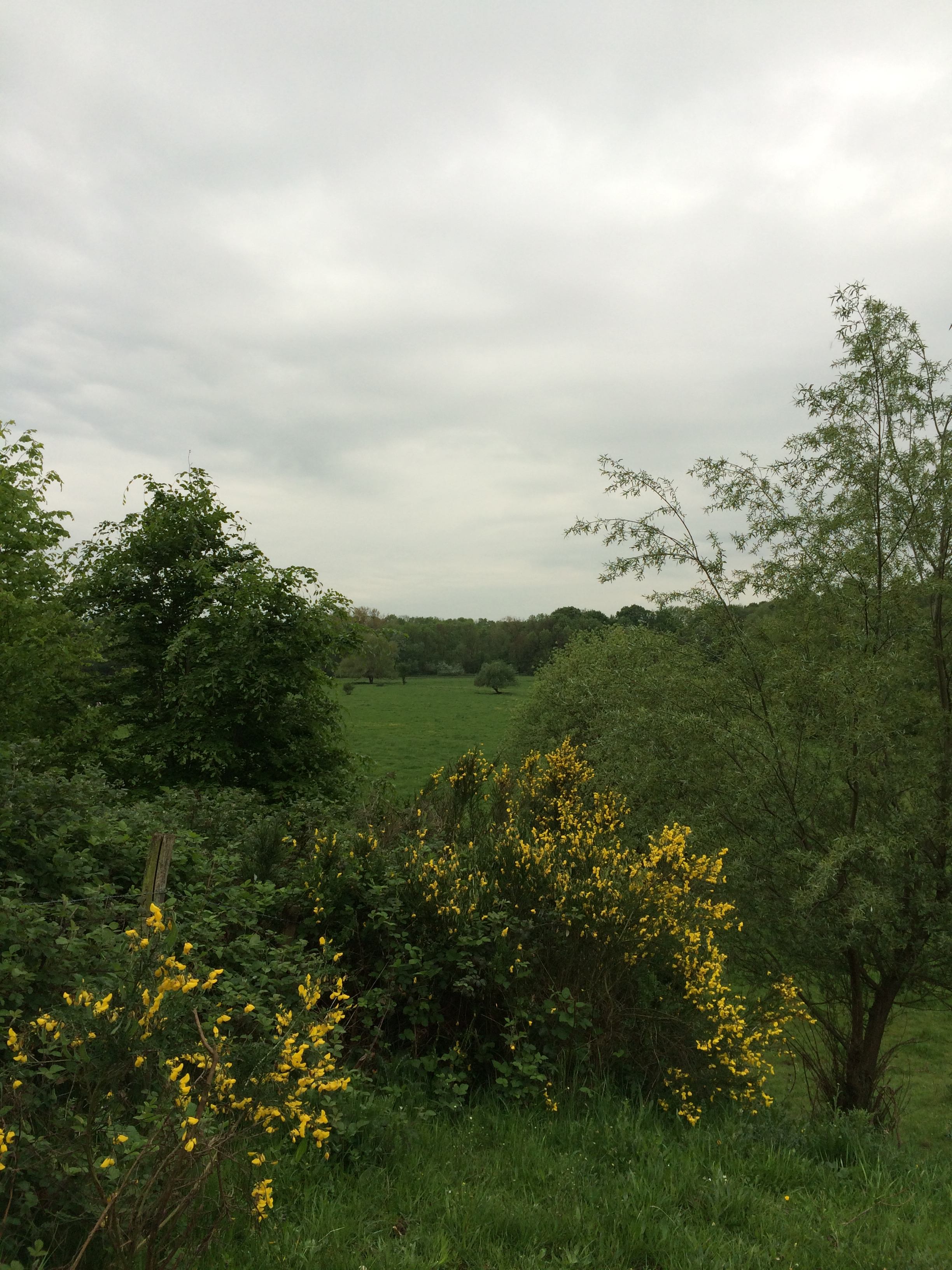
Een zicht op de groeve Sweijer
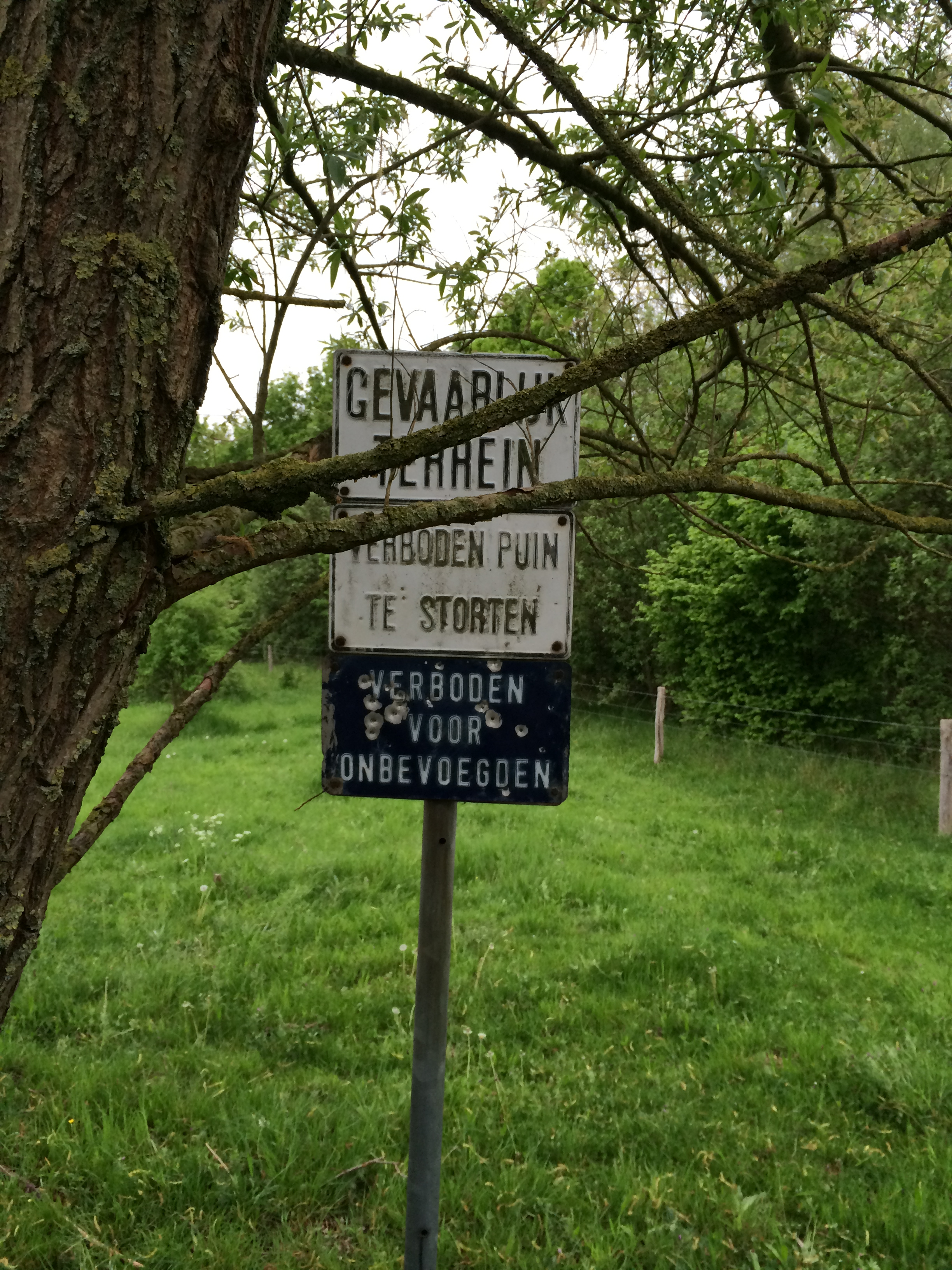
Waarschuwingsbord